# 骆岗街道
骆岗街道，是中华人民共和国安徽省合肥市包河区下辖的一个乡镇级行政单位。街道内有骆岗机场改建的骆岗中央公园和 █ 1号线骆岗站

## 行政区划
骆岗街道下辖以下地区：
大墙社区、观音庙社区、花园社区、义兴社区、院塘社区、周冲社区、孙岗社区、官塘社区、骆岗社区、施河社区、高王社区、陆集社区、陆大村、北斗村、石桥村和包河工业区管委会社区。